# جام باشگاه‌های جهان ۲۰۰۸
جام باشگاه‌های جهان ۲۰۰۸ (با نام رسمی جام باشگاه‌های جهان ژاپن ۲۰۰۸ که توسط تویوتا حمایت مالی شد) یک تورنمنت فوتبال بود که از ۱۱ تا ۲۱ دسامبر ۲۰۰۸ در ژاپن برگزار شد. این پنجمین دوره جام باشگاه‌های جهان بود، مسابقاتی که توسط فیفا برای برندگان برتر مسابقات باشگاهی قاره ای هر کنفدراسیون سازماندهی شد.
میلان، مدافع عنوان قهرمانی، در مرحله یک شانزدهم نهایی لیگ قهرمانان اروپا ۰۸–۲۰۰۷ حذف شد. برنده آن رقابت، منچستر یونایتد، برای اولین بار قهرمان جام باشگاه‌های جهان شد و در نیمه نهایی گامبا اوساکا را با نتیجه ۵–۳ شکست داد و در فینال در ورزشگاه بین‌المللی در یوکوهاما در ۲۱ دسامبر با نتیجه ۱–۰ مقابل ال‌دی‌یو کیتو پیروز شد. این دومین عنوان قهرمانی منچستر یونایتد پس از جام بین قاره‌ای ۱۹۹۹ بود که در ژاپن نیز برگزار شد.
مسابقه مقام پنجم که برای مسابقات سال ۲۰۰۷ حذف شد، برای سال ۲۰۰۸ مجدداً معرفی شد و مجموع مبلغ جایزه با افزایش ۵۰۰۰۰۰ دلاری به ۱۶.۵ میلیون دلار افزایش یافت. تیم قهرمان ۵ میلیون دلار، تیم نایب‌قهرمان ۴ میلیون دلار، تیم سوم ۲.۵ میلیون دلار، تیم چهارم ۲ میلیون دلار، تیم پنجم ۱.۵ میلیون دلار، تیم ششم ۱ میلیون دلار آمریکا و تیم هفتم ۵۰۰٫۰۰۰ دلار آمریکا دریافت کردند.

## انتخاب میزبان
در ۱۳ اوت ۲۰۰۷، کمیته سازماندهی جام باشگاه‌های جهان به کمیته اجرایی فیفا توصیه کرد که ژاپن باید میزبان مسابقات سال ۲۰۰۸ باشد. این مورد توسط کمیته اجرایی در ۲۹ اکتبر ۲۰۰۷ در جلسه آنها در زوریخ، سوئیس تصویب شد.

## تیم‌های حاضر
| تیم                   | کنفدراسیون         | صلاحیت                                | حضور قبلی                |
| ورود از نیمه نهایی    | ورود از نیمه نهایی | ورود از نیمه نهایی                    | ورود از نیمه نهایی       |
| --------------------- | ------------------ | ------------------------------------- | ------------------------ |
| ال‌دی‌یو کیتو           | کونمبول            | قهرمان جام لیبرتادورس ۲۰۰۸            | اولین                    |
| منچستر یونایتد        | یوفا               | قهرمان لیگ قهرمانان اروپا ۰۸–۲۰۰۷     | دومین (قبلی: ۲۰۰۰)       |
| ورود از یک‌چهارم نهایی |                    |                                       |                          |
| گامبا اوساکا          | ای‌اف‌سی             | قهرمان لیگ قهرمانان آسیا ۲۰۰۸         | اولین                    |
| الاهلی                | کاف                | قهرمان لیگ قهرمانان آفریقا ۲۰۰۸       | سومین (قبلی: ۲۰۰۵، ۲۰۰۶) |
| پاچوکا                | کونکاکاف           | قهرمان جام قهرمانان کونکاکاف ۲۰۰۸     | دومین (قبلی: ۲۰۰۷)       |
| ورود از پلی آف        |                    |                                       |                          |
| ویتاکر یونایتد        | اواف‌سی             | قهرمان لیگ قهرمانان اقیانوسیه ۰۸–۲۰۰۷ | دومین (قبلی: ۲۰۰۷)       |
| آدلاید یونایتد        | ای‌اف‌سی (میزبان)    | نایب قهرمان لیگ قهرمانان آسیا ۲۰۰۸    | اولین                    |

1. 1 2  آدلاید یونایتد با قهرمانی گامبا اوساکا در لیگ قهرمانان آسیا ۲۰۰۸ جانشین میزبان ژاپن شد. در نتیجه، قهرمان جام جی‌لیگ ۲۰۰۸ که بعداً در ۶ دسامبر ۲۰۰۸ مشخص شد کاشیما آنتلرز است، در مسابقات شرکت نکرد.

## ورزشگاه‌ها
توکیو، یوکوهاما و تویوتا، ۳ شهری بودند که مسابقات را میزبانی کردند.
| یوکوهاما                                                                  | توکیو                                                                     | تویوتا                                                                    |
| ------------------------------------------------------------------------- | ------------------------------------------------------------------------- | ------------------------------------------------------------------------- |
| ورزشگاه بین‌المللی یوکوهاما                                                | ورزشگاه ملی                                                               | ورزشگاه تویوتا                                                            |
| ۳۵°۳۰′۳۶٫۱۶″ شمالی ۱۳۹°۳۶′۲۲٫۴۹″ شرقی / ۳۵٫۵۱۰۰۴۴۴°شمالی ۱۳۹٫۶۰۶۲۴۷۲°شرقی | ۳۵°۴۰′۴۱٫۰۰″ شمالی ۱۳۹°۴۲′۵۳٫۰۰″ شرقی / ۳۵٫۶۷۸۰۵۵۶°شمالی ۱۳۹٫۷۱۴۷۲۲۲°شرقی | ۳۵°۰۵′۰۴٫۰۲″ شمالی ۱۳۷°۱۰′۱۴٫۰۲″ شرقی / ۳۵٫۰۸۴۴۵۰۰°شمالی ۱۳۷٫۱۷۰۵۶۱۱°شرقی |
| گنجایش: ۷۲,۳۲۷                                                            | گنجایش: ۵۷,۳۶۳                                                            | گنجایش: ۴۵,۰۰۰                                                            |
|                                                                           |                                                                           |                                                                           |
| یوکوهاماتوکیوتویوتاجام باشگاه‌های جهان ۲۰۰۸ (ژاپن) ·                       |                                                                           |                                                                           |

## داوران
| کنفدراسیون | داوران                 | کمک داوران                            |
| ---------- | ---------------------- | ------------------------------------- |
| ای‌اف‌سی     | روشن ایرماتوف          | عبدالخامدالله رسولوف بهادر کوچکوروف   |
| ای‌اف‌سی     | یوییچی نیشیمورا        | تارو ساگارا جئونگ هائه-سانگ           |
| کاف        | محمد بنوزه             | ناصر صادق عبدالنبی آنجسوم اوگباماریام |
| کونکاکاف   | بنیتو آرچندیا          | هکتور دلگادیلو ماروین ریوه‌را          |
| کونمبول    | پابلو پوزو             | پاتریسیو باسوالتو جولیو دیاز          |
| اواف‌سی     | پیتر اولری             | برنت بست متیو تارو                    |
| یوفا       | آلبرتو اوندیانو ماینکو | فرمین مارتینز خوان کارلوس یوسته خیمنز |

## مسابقات
|  | پلی آف               | پلی آف               |                      |        | یک‌چهارم نهایی      | یک‌چهارم نهایی      |         |         | نیمه نهایی | نیمه نهایی |  |  | فینال                | فینال                |
|  | ۱۱ دسامبر – توکیو    |                      |                      |        |                    |                    |         |         |            |            |  |  |                      |                      |
|  | آدلاید یونایتد       | ۲                    |                      |        | ۱۴ دسامبر – تویوتا | ۱۴ دسامبر – تویوتا |         |         |            |            |  |  |                      |                      |
|  | آدلاید یونایتد       | ۲                    |                      |        | ۱۴ دسامبر – تویوتا | ۱۴ دسامبر – تویوتا |         |         |            |            |  |  |                      |                      |
|  | ویتاکر یونایتد       | ۱                    |                      |        | آدلاید یونایتد     | ۰                  |         |         |            |            |  |  |                      |                      |
|  | ویتاکر یونایتد       | ۱                    | ۱۸ دسامبر – یوکوهاما |        | آدلاید یونایتد     | ۰                  |         |         |            |            |  |  |                      |                      |
|  |                      |                      |                      |        | گامبا اوساکا       | ۱                  |         |         |            |            |  |  |                      |                      |
|  | گامبا اوساکا         | ۳                    |                      |        | گامبا اوساکا       | ۱                  |         |         |            |            |  |  |                      |                      |
|  | گامبا اوساکا         | ۳                    |                      |        |                    |                    |         |         |            |            |  |  |                      |                      |
|  |                      |                      | منچستر یونایتد       | ۵      |                    |                    |         |         |            |            |  |  |                      |                      |
|  |                      |                      | منچستر یونایتد       | ۵      |                    |                    |         |         |            |            |  |  |                      |                      |
|  |                      |                      | ۲۱ دسامبر – یوکوهاما |        |                    |                    |         |         |            |            |  |  |                      |                      |
|  |                      |                      |                      |        |                    |                    |         |         |            |            |  |  |                      |                      |
|  | منچستر یونایتد       | ۱                    |                      |        |                    |                    |         |         |            |            |  |  |                      |                      |
|  | منچستر یونایتد       | ۱                    | ۱۳ دسامبر – توکیو    |        |                    |                    |         |         |            |            |  |  |                      |                      |
|  |                      | ال‌دی‌یو کیتو          | ۰                    |        |                    |                    |         |         |            |            |  |  |                      |                      |
|  |                      |                      | ۰                    | الاهلی | ۲                  |                    |         |         |            |            |  |  |                      |                      |
|  | ۱۷ دسامبر – توکیو    |                      |                      | الاهلی | ۲                  |                    |         |         |            |            |  |  |                      |                      |
|  |                      | پاچوکا (و.ا.)        | ۴                    |        |                    |                    |         |         |            |            |  |  |                      |                      |
|  | پاچوکا               | پاچوکا (و.ا.)        | ۴                    | ۰      |                    |                    |         |         |            |            |  |  |                      |                      |
|  | پاچوکا               | مقام پنجم            | مقام پنجم            | ۰      |                    |                    | رده‌بندی | رده‌بندی |            |            |  |  |                      |                      |
|  |                      | مقام پنجم            | مقام پنجم            |        | ال‌دی‌یو کیتو        | ۲                  | رده‌بندی | رده‌بندی |            |            |  |  |                      |                      |
|  | آدلاید یونایتد       | ۱                    | گامبا اوساکا         | ۱      | ال‌دی‌یو کیتو        | ۲                  |         |         |            |            |  |  |                      |                      |
|  | آدلاید یونایتد       | ۱                    | گامبا اوساکا         | ۱      |                    |                    |         |         |            |            |  |  |                      |                      |
|  | الاهلی               | ۰                    | پاچوکا               | ۰      |                    |                    |         |         |            |            |  |  |                      |                      |
|  | الاهلی               | ۰                    | پاچوکا               | ۰      |                    |                    |         |         |            |            |  |  |                      |                      |
|  | ۱۸ دسامبر – یوکوهاما | ۱۸ دسامبر – یوکوهاما |                      |        |                    |                    |         |         |            |            |  |  | ۲۱ دسامبر – یوکوهاما | ۲۱ دسامبر – یوکوهاما |

تمامی زمان‌ها زمان استاندارد ژاپن هستند (یوتی‌سی ۹:۰۰+)

### پلی آف برای یک‌چهارم نهایی
| آدلاید یونایتد     | ۲–۱   | ویتاکر یونایتد |
| ------------------ | ----- | -------------- |
| مولن ۳۹' · داد ۸۳' | گزارش | سیمن ۳۴'       |

### یک‌چهارم نهایی
| الاهلی                            | ۲–۴ (و.ا.) | پاچوکا                                   |
| --------------------------------- | ---------- | ---------------------------------------- |
| پینتو ۲۸' (گل‌به‌خودی) · فلاویو ۴۴' | گزارش      | مونتس ۴۷' · گیمنز ۷۲'، ۱۱۰' · آلوارز ۹۸' |

| آدلاید یونایتد | ۰–۱   | گامبا اوساکا |
| -------------- | ----- | ------------ |
|                | گزارش | اندو ۲۳'     |

### نیمه نهایی
| پاچوکا | ۰–۲   | ال‌دی‌یو کیتو            |
| ------ | ----- | ---------------------- |
|        | گزارش | بیلر ۴' · بولانیوس ۲۶' |

| گامبا اوساکا                                      | ۳–۵   | منچستر یونایتد                                       |
| ------------------------------------------------- | ----- | ---------------------------------------------------- |
| یامازاکی ۷۴' · اندو ۸۵' (پنالتی) · هاشیموتو ۹۰+۱' | گزارش | ویدیچ ۲۸' · رونالدو ۴۵+۱' · رونی ۷۵'، ۷۹' · فلچر ۷۸' |

### مسابقه مقام پنجم
| الاهلی | ۰–۱   | آدلاید یونایتد |
| ------ | ----- | -------------- |
|        | گزارش | کریستیانو ۷'   |

### رده بندی
| پاچوکا | ۰–۱   | گامبا اوساکا |
| ------ | ----- | ------------ |
|        | گزارش | یامازاکی ۲۹' |

### فینال
| ال‌دی‌یو کیتو | ۰–۱   | منچستر یونایتد |
| ----------- | ----- | -------------- |
|             | گزارش | رونی ۷۳'       |

## قهرمان
| قهرمان جام باشگاه‌های جهان ۲۰۰۸ |
| ------------------------------ |
| منچستر یونایتد                 |
| اولین قهرمانی                  |

## گلزنان
| رتبه | بازیکن            | تیم            | گل‌ها |
| ---- | ----------------- | -------------- | ---- |
| ۱    | وین رونی          | منچستر یونایتد | ۳    |
| ۲    | یاسوهیتو اندو     | گامبا اوساکا   | ۲    |
| ۲    | کریستین گیمنز     | پاچوکا         | ۲    |
| ۲    | ماساتو یامازاکی   | گامبا اوساکا   | ۲    |
| ۵    | دامیان آلوارز     | پاچوکا         | ۱    |
| ۵    | کلادیو بیلر       | ال‌دی‌یو کیتو    | ۱    |
| ۵    | لوئیس بولانیوس    | ال‌دی‌یو کیتو    | ۱    |
| ۵    | کریستیانو         | آدلاید یونایتد | ۱    |
| ۵    | تراویس داد        | آدلاید یونایتد | ۱    |
| ۵    | فلاویو            | الاهلی         | ۱    |
| ۵    | درن فلچر          | منچستر یونایتد | ۱    |
| ۵    | هیدئو هاشیموتو    | گامبا اوساکا   | ۱    |
| ۵    | لوئیس مونتس       | پاچوکا         | ۱    |
| ۵    | دنیل مولن         | آدلاید یونایتد | ۱    |
| ۵    | کریستیانو رونالدو | منچستر یونایتد | ۱    |
| ۵    | پائول سیمن        | ویتاکر یونایتد | ۱    |
| ۵    | نمانیا ویدیچ      | منچستر یونایتد | ۱    |

۱ گل به خودی
- فائوستو پینتو (از پاچوکا، مقابل الاهلی)

## جوایز
| توپ طلای آدیداس جایزه تویوتا | توپ نقره آدیداس                    | توپ برنز آدیداس            |
| ---------------------------- | ---------------------------------- | -------------------------- |
| وین رونی (منچستر یونایتد)    | کریستیانو رونالدو (منچستر یونایتد) | دامیان مانسو (ال‌دی‌یو کیتو) |
| جایزه بازی جوانمردانه        |                                    |                            |
| آدلاید یونایتد               |                                    |                            |